# Ágoston Ernő (festő)
Ágoston Ernő (Sopron, 1889. szeptember 8. – Sopron, 1957. augusztus 27.) festő, grafikus.

## Élete
Ágoston Mihály kelmefestő és Lapitz Rózsa fiaként született. A Képzőművészeti Főiskolán szerzett rajztanári oklevelet 1914-ben; Ferenczy Károly és Réti István tanítványa volt. Szülővárosában, Sopronban vállalt rajztanári állást. A kópházai búcsújáró templomban található freskói számítanak élete főműveinek, de mint grafikusművész is jelentőset alkotott.
Vezetője volt a Soproni Képzőművészeti Körnek. Festői stílusa a posztimpresszionizmushoz tartozik. Művei a soproni Liszt Ferenc Múzeumban láthatók.
Sírja a soproni Új Szent Mihály-temetőben található.

## Díjai, elismerései
- állami grafikai-díj (1924)
- Budapest székesfőváros nagydíja (1926)